# Programme Scorpion (Armée française)
Scorpion est un programme de modernisation de l'Armée de terre française.
Signifiant  « Synergie du COntact Renforcé par la Polyvalence et l’Info valorisatiON », le programme est annoncé le 5 décembre 2014. Il a pour objectif « la modernisation des capacités de combat médianes du groupement tactique interarmes ». Ce programme sera utilisé par les armées belges et luxembourgeoises dans les années 2020. Les principaux industriels impliqués dans Scorpion sont Atos pour l'informatique et Arquus pour les véhicules.
La force d'expertise du combat Scorpion (FECS) constituée d'une trentaine de militaires est créée en 2017.
En 2040, le projet TITAN prendra le relais du projet SCORPION.

## Composition
En 2016, le plan de réorganisation de l'Armée de terre nommé  « Au contact » met en place deux grandes divisions interarmes modèle  Scorpion :
- 1re division (1re DIV) de Besançon : 
  - 7e brigade blindée (7e BB) de Besançon ;
  - 9e brigade d'infanterie de marine (9e BIMa) de Poitiers ;
  - 27e brigade d'infanterie de montagne (27e BIM) de Varces ;
  - Brigade franco-allemande (BFA) de Müllheim en Allemagne.

- 3e division (3e DIV) de Marseille :
  - 2e brigade blindée (2e BB)  de Strasbourg ;
  - 6e brigade légère blindée (6e BLB)  de Nîmes ;
  - 11e brigade parachutiste (11e BP) de Balma.

### DivisionScorpion 2027
En octobre 2023, dans le cadre de plan de transformation  « Armée de terre de combat », on prévoit pour 2027 la composition suivante pour une division de 27 000 militaires et 7 000 véhicules projetable en 30 jours dont une brigade en 10 jours. Elle pourra comprendre des unités multinationales :
- Éléments divisionnaires : 7 000 hommes, dont :
  - Commandement et intégration
  - Renseignements (drones de reconnaissance...)
  - Frappes dans la profondeur : 9 LRU
  - 16 hélicoptères de manœuvres et 16 de reconnaissance et d'attaque
  - Défense antiaérienne
  - Génie, sapeurs et moyens de franchissements
  - Cyberdéfense
  - Défense NRBC
  - Logistique et santé
- Brigade de décision : 6 000 hommes pour combattre, prendre l'ascendant, conquérir, dont :
  - jusqu’à 5 groupements tactiques interarmes
  - un bataillon du génie militaire
  - un bataillon d'artillerie
    - 6 escadrons de chars, 3 escadrons de reconnaissance (102 chars Leclerc, 218 véhicules blindés légers)
    - 12 compagnies d'infanterie (200 VBCI)
    - 4 compagnies du génie
    - 9 sections d'artillerie (36 pièces de 155 mm et de mortiers de 120 mm)
    - 2 unités de commandement, de soutien et de transmissions
- Brigade médiane :  6 000 hommes pour combattre, appuyer, contrôler le terrain
  - jusqu’à 5 groupements tactiques interarmes
  - un bataillon du génie
  - un bataillon d'artillerie
    - 6 escadrons de chars, 3 escadrons de reconnaissance (96 chars Leclerc, 218 véhicules blindés légers)
    - 12 compagnies d'infanterie (200 VBMR Griffon et VBMR-L Serval
    - 4 compagnies du génie
    - 9 sections d'artillerie (36 pièces de 155 mm et de mortiers de 120 mm)
    - 2 unités de commandement, de soutien et de transmissions

## Matériels
Entre 2027 et 2034, le programme Scorpion prévoit :
- 2038 VBMR-L Serval
- 1872 VBMR Griffon
- 1400 VBAE
- 300 EBRC Jaguar
- 200 Chars Leclerc XLR
- 54 MEPAC
- Engin du génie de combat[5]